# ماك ألدريش
ماك ألدريش (بالإنجليزية: Mal Aldrich)‏ هو لاعب كرة قدم أمريكية أمريكي، ولد في 1 أكتوبر 1900 في فول ريفر في الولايات المتحدة، وتوفي في 31 يوليو 1986 في ساوثهامبتون ‏ في الولايات المتحدة.

## روابط خارجية
- ماك ألدريش على موقع كلية كرة القدم في سبورتس رفرنس.كوم (الإنجليزية)